# Kecskeméthy Aurél
Kecskeméthy Aurél (Buda, 1827. április 27. – Budapest, 1877. április 19.) ügyvéd, újságíró.

## Pályája
Vácon és a pesti egyetemen végezte tanulmányait. 1845-ben ügyvédi oklevelet szerzett, majd Bécsben és Pesten ügyvédsegédként működött. 1849. július 1-jén Pesten feleségül vette a temesvári születésű Páva Idát. Hírlapírói pályáját 1850-ben kezdte a hivatalos Magyar Hirlapnál. Röpirata: Magyarország öszpontosítása Ausztriában (1851) fölkeltette a bécsi kormány figyelmét, és 1854-ben a belügyminisztérium sajtóhivatalában nyert alkalmazást. (1852-ben Ida nevű feleségétől megszületett Lívius fia, 1854. október 10-én Ödön nevű gyermeke, majd 1855-ben felesége ismét szült, így három gyermeket kellett eltartania). Bécsi állásában sokat használt a zaklatott magyar íróknak. 1857-ben barátja, Török János révén ismeretségbe került Széchenyi Istvánnal és gyakran kijárt hozzá Döblingbe. Ez gyanút keltett ellene; mivel ugyanakkor egy névtelenül megjelent röpiratában az alkotmány visszaállítását sürgette, felfüggesztették hivatalából. 1859-ben családi tragédia is érte, hétéves kisfia, Livius meghalt. 1860-ban újabb gyermeke született, Aurél. Ekkor teljesen az újságírói pályára adta magát és az októberi diploma után átvette a kormány hivatalos lapjának, a Sürgönynek vezetését; azután is több lapot szerkesztett. Jelen volt 1871-ben a Szuezi-csatorna megnyitásánál és utazott 1876-ban Észak-Amerikában.
Ahogy nekrológjában írták: „Bécsben érezte magát jól. Ott élt ő egy húzómban vagy tizenkét évig, tudvalevőleg mint a »k. k. bücher-revisions-amt«-nak egyik hivatalnoka. A forradalom idejében Görgeynek volt titkára; de mert a tábornok magán dolgait végezte csupán, a cs. k. ítéletnapkor nem volt bántódása. Három férfiút szeretett igazán életében: Görgeyt, Sennyeyt és Eötvöst.”
Nem sok kegyelettel volt a nemzeti eszmények és emlékek iránt, de egyike volt a legszellemesebb vezércikk- és tárcaíróknak; mint stiliszta is az elsők közé tartozott és európai műveltséggel bírt. Stílusát bizonyos cinizmus jellemezte, melyet azonban szeretetreméltó humor enyhített.  Utolsó éveiben családi csapások sújtották: „felserdült leánya” meghalt az 1870-es évek elején, majd felesége 1875. augusztus 5-én, egy héttel szülése után (feltételezhetően az újszülöttel együtt – naplójában nem említi) szintén meghaltak. Amerikai útjából betegen tért vissza, hangszálai megbetegedtek, hangját teljesen elvesztette. Meleg éghajlat alatt, Meranban keresett üdülést, kevés sikerrel.

## Művei
- Első önállóan megjelent munkája: Magyarország összpontosítása Ausztriában. Pest, 1851.  – A Bach-rendszer kegyeit kereső röpirat megvetéssel szól a forradalmakról és konzervatív álláspontról jelöli ki Magyarország helyét az osztrák birodalomban.
- Országgyűlési árny- és fényképek. Pest, 1861. – A szabadságharc után összeülő első magyar országgyűlés ismertebb politikusairól írt gúnyos karcolatok gyűjteménye. Kákay Aranyos álnéven jelent meg.
- Vázlatok egy év történetéből : 1860 october huszadikától 1861 octoberig. Pest, 1862.
- Újabb árny- és fényképek. Pest, 1866. – Humoros tollrajzok a magyar közélet emlegetettebb férfiairól Kákay Aranyos álnévvel.
- Gróf Széchenyi István utolsó évei és halála. Pest, 1866. – Értékes forrásmű. A szerzőt Széchenyi Mikesének nevezték kortársai; gyakran látogatta a döblingi intézetben élő legnagyobb magyart, sok szolgálatot tett neki, megnyerte bizalmát.
- Háromezer tengeri mérföld. Keleti utazás. Pest, 1870.
- Nagy férfiaink. Legujabb fény- és árnyképek. Budapest, 1874. Online – A műfaj iskolát teremtett. Három évvel később már Ábrányi Kornél is közrebocsátott hasonló országgyűlési alakrajzokat Kákay Aranyos Nr. 2. névvel.
- Utazás Éjszak-Amerikába. Budapest, 1877. – Korának egyik legjobb magyar útirajza.
- Kecskeméthy Aurél naplója. Budapest, 1909. – Sajtó alá rendezte Rózsa Miklós.
- Falk Miksa és Kecskeméthy Aurél elkobzott levelezése. Budapest, 1925.